# Articulation cuboïdeo-naviculaire
L'articulation cuboïdeo-naviculaire est l'articulation intertarsienne qui unit l'os naviculaire à l'os cuboïde. 

## Surfaces articulaires
L'articulation cuboïdeo-naviculaire est constituée de la surface articulaire située sur la partie postérieure de la face médiale de l'os cuboïde, à laquelle répond la facette articulaire verticale située sur la face latérale de l'os naviculaire. 

## Moyens d'union
L'articulation cuboïdeo-naviculaire est maintenue par une capsule qui est renforcée par les ligaments cuboïdeo-naviculaires dorsal et plantaire.
La synoviale est un prolongement de celle de l'articulation cunéo-naviculaire.

## Anatomie fonctionnelle
De simples mouvements de glissement sont autorisés entre les os naviculaire et cuboïde.